# 2. rujna
2. rujna (2. 9.) 245. je dan godine po gregorijanskom kalendaru (246. u prijestupnoj godini).
Do kraja godine ima još 120 dana.

## Događaji
- 44. pr. Kr. – Ciceron govorom napao Marka Antonija, koji je htio biti vođa kao Gaj Julije Cezar koji je umro u ožujku iste godine
- 31. pr. Kr. – Bitka kod Akcija: August porazio Marka Antonija
- 1192. – Mirom u Jaffi završio Treći križarski rat
- 1666. – Veliki požar u Londonu
- 1920. – Počela pobuna seljaka u Velikome Grđevcu protiv vlasti Kraljevine SHS.
- 1945. – Kapitulacija Japana. Potpisana je na američkom ratnom brodu Missouri. Time je završio Drugi svjetski rat.
- 1991. – Nakon pokolja i progona hrvatskog stanovništva u okolnim selima, velikosrpski osvajači pošli u osvajanje Petrinje.[1][2]
- 2007. – Na svjetskom atletskom prvenstvu u japanskoj Osaki Blanka Vlašić je skokom od 205 cm postala svjetska atletska prvakinja.
- 2018. – U požaru nepoznatog uzroka uništena je skoro cjelokupna zbirka Brazilskog nacionalnog muzeja u Rio de Janeiru.[3]

| - 1862. – Franjo Krežma, hrvatski skladatelj († 1881.) - 1890. – Ellsworth Paine Killip, američki botaničar († 1968.) - 1926. – Jevgenij Leonov, ruski glumac († 1993.) - 1950. – Zvonimir Serdarušić, hrvatski rukometni trener i bivši rukometaš - 1961. – Hasmik Papian, armenska sopranistica - 1964. – Keanu Reeves, kanadski glumac - 1966. – Salma Hayek, meksičko-američka glumica, redateljica te filmska i televizijska producentica. - 1966. – Tuc Watkins, američki glumac - 1971. – Kjetil André Aamodt, norveški alpski skijaš - 1989. – Alexandre Pato, brazilski nogometaš - 1993. – Kim Verson, hrvatska pjevačica - 2002. – Bradley Barcola, francuski nogometaš | - 459. – Šimun Stilit, sirijski svetac (~ * 360.) - 1031. – Sveti Emerik, mađarski kraljević (~* 1007.) - 1865. – William Rowan Hamilton irski matematičar, fizičar i astronom (* 1805.) - 1910. – Henri Rousseau, francuski slikar (* 1844.) - 1937. – Pierre de Coubertin, francuski sportski djelatnik, "otac" modernih Olimpijskih igara (* 1863.) - 1969. – Ho Ši Min, vijetnamaski državnik i revolucionar (* 1890.) - 1973. – John Ronald Reuel Tolkien, britanski književnik (* 1892.) - 1981. – Andrija Maurović, hrvatski crtač stripova (* 1901.) - 1992. – Barbara McClintock, američka genetičarka i nobelovka (* 1902.) - 1995. – Václav Neumann, češki dirigent i violinist. (* 1920.) - 2004. – Vojdrag Berčić, hrvatski filmski i kazališni redatelj, pravnik i pisac (* 1918.) - 2021. – Mikis Theodorakis, grčki skladatelj (* 1925.) |

## Blagdani i spomendani
- Rujanski mučenici

## Vanjske poveznice
|  | Zajednički poslužitelj ima još gradiva o temi 2. rujna |